# Сентиментальний романс
«Сентиментальний романс» (фр. Romance sentimentale) — радянсько-французький художній фільм 1930 року, поставлений режисерами Григорієм Александровим і Сергієм Ейзенштейном.

## Сюжет
Головна героїня фільму виконує романс «Жалібно стогне вітер осінній».

## У ролях
- Мара Грі — виконавиця романсу

## Знімальна група
- Автор сценарію: Григорій Александров, Сергій Ейзенштейн
- Режисер: Григорій Александров, Сергій Ейзенштейн
- Оператор: Едуард Тіссе
- Художник: Лазар Меєрсон
- Композитор: Олексій Архангельський